# (867) Kovacia
(867) Kovacia est un astéroïde de la ceinture principale découvert le 25 février 1917 par l'astronome autrichien Johann Palisa.
Il a connu plusieurs désignations provisoires.

### Référence
1. ↑  (en) Caractéristiques et simulation d'orbite de 867 dans la JPL Small-Body Database.